# Cornupalpatum
Cornupalpatum burmanicum
Genre
Espèce
Cornupalpatum est un genre éteint de tiques de la famille des Ixodidae. Cet acarien ectoparasite est présent dans l'ambre de Birmanie. Les zircons présents dans les sédiments contenant l'ambre sont datés par l'uranium-plomb d'il y a 99 Ma (millions d'années), c'est-à-dire de la base du Crétacé supérieur (Cénomanien).
Une seule espèce est rattachée au genre, Cornupalpatum burmanicum, décrite en 2003 par George Poinar & Alex E. Brown (d).

## Description
Cornupalpatum est une tique millimétrique qui montre des griffes sur le segment palpaire III, un caractère unique pour tous les membres de l'ordre des Ixodida, à la fois fossiles et existants.

## Paléoécologie
En 2017, Enrique Peñalver (d) et son équipe découvre dans l'ambre de Birmanie un spécimen de Cornupalpatum burmanicum de petite taille (0,9 millimètre) avec une patte emmêlée dans la barbe d'une plume pennée. Les auteurs considèrent que ces plumes appartiennent plutôt à un dinosaure à plumes qu'à un oiseau primitif. 
Cependant, c'est une autre tique découverte dans l'ambre birman qui montre des preuves indirectes de parasitisme sur des vertébrés, possiblement des dinosaures. Elle est décrite dans la même publication d'Enrique Peñalver et al. sous le nom de Deinocroton draculi Peñalver et al., 2017. En effet, l'un des spécimens de cette nouvelle espèce est une femelle gorgée de sang (replète).

### Référence taxinomique
(en) Paleobiology Database : Cornupalpatum Poinar & Brown, 2003.